# Bernard de Labrousse de Beauregard
Bernard Labrousse de Beauregard est un religieux et homme politique français né le 2 juin 1735 à Montignac (Dordogne) dans la paroisse Saint-Georges-de-Brénac. 

## Biographie
Il est le cinquième enfant de Jean Labrousse de Beauregard, sieur du Claux, bourgeois et marchand de Montignac, et de Catherine Martel. Novice à l'abbaye Notre-Dame de Chancelade, le  28 juin 1751, puis en y en faisant profession de foi le 1er juillet 1752, il rejoint l’un des plus importants foyers intellectuels périgourdins. Chanoine régulier de Chancelade, il publie plusieurs  poèmes cités dans le catalogue de La France Littéraire de 1769.
En 1760, il est professeur de philosophie et de théologie à l’abbaye de Sablonceaux. On lui doit également des détails biographiques sur le poète dramatique Lagrange-Chancel, auteur des Philippiques.
Prieur de Sablonceaux, il fut aussi prieur de l’abbaye de Vertheuil, en Bordelais, prieur de Meux (1774), prieuré-curé de Champagnolles (1778) et prieur du prieuré simple de Saint-Jean-de-la-Fayette en Sarlande (1787).
Influent et estimé en son diocèse, il est désigné le 5 février 1789  quatrième commissaire du clergé à l’Assemblée de Saintes, puis, le 16 mars,  commissaire  nommé pour travailler à la rédaction du cahier de doléances collectif du clergé. Le 24 mars,  il est élu député du clergé aux États généraux de 1789 pour la sénéchaussée de Saintes, avec Mgr Pierre-Louis de La Rochefoucauld-Bayers.
Hostile aux réformes, il siège à droite et vote avec les partisans de l’ancien régime. Il refuse de prêter le serment schismatique du clergé. Après la dissolution de l'Assemblée constituante, il rejoint le Périgord et s’installe dans le manoir familial de Larre (Châtres).
Après le décret du 26 août 1792 qui  bannit les réfractaires, il obtient un sauf-conduit pour se rendre en Espagne. Embarqué à Bordeaux, il rejoint Bilbao où il va d’abord résider comme nombre de prêtres périgourdins qui l'accompagnent. Il entretient une correspondance avec l'abbé Jean-Sifrein Maury. Il rédige entre septembre 1792 et juillet 1794 une Histoire de la Révolution de France dont un manuscrit a été découvert en 1989 dans la Bibliothèque Publique Municipale de Porto.
Il est décédé pendant son exil, à Villatobas, le 27 octobre 1800. 

## Sources
- « Bernard de Labrousse de Beauregard », dans Adolphe Robert et Gaston Cougny, Dictionnaire des parlementaires français, Edgar Bourloton, 1889-1891 [détail de l’édition]
- Francis A. Boddart, Un chanceladais méconnu : Bernard Labrousse de Beauregard, Bulletin de la Société Historique et Archéologique du Périgord, tome CXV, année 1988.
- António Ferreira de Brito – Revolução francesa – Emigração e Contra-Revolução (Publicação duma História da Revolução Francesa, segundo um manuscrito inédito da Biblioteca Pública Municipal do Porto contemporâneo dos acontecimentos narrados), Porto, N.E.F.U.P., 1989.
- Claude Lacombe – “Bernard Labrousse de Beauregard, auteur de “La Révolution de France”, manuscrit anonyme 959, du XVIIIe siècle, de la Bibliothèque Publique Municipale de Porto “, Intercâmbio, no 5, 1994, p. 21–45.